# Jerónimos
Le quartier de Jerónimos (également connu sous le nom de Los Jerónimos) est un quartier administratif de Madrid situé dans le district de Retiro.
Le parc du Retiro, le musée du Prado, le palais de Cybèle, le palais de la bourse, l'église Saint-Jérôme-le-Royal, et le jardin botanique royal sont situés dans le quartier.
D'une superficie de 190,0627 hectares, il accueille 7 026 habitants (Septembre 2019).